# Dolní mlýn (Olešná)
Dolní mlýn v Olešné (Beníškův mlýn) je mlýn v okrese Pelhřimov, který stojí v severní části obce na potoku Olešná. V letech 1958–2015 byl pro své původní technické a strojní vybavení chráněn jako nemovitá kulturní památka České republiky.

## Historie
Vodní mlýn je v Olešné zaznamená již koncem 17. století. Až do konce 19. století jej vlastnil mlynářský rod Beníšků. Kolem roku 1900 mlýn vyhořel a v roce 1901 je mlynář Beníšek vzpomínán při narození dcery již jako bývalý mlynář s bydlištěm ve vsi manželky.
Spáleniště koupil Matěj Kalina, který mlýn obnovil do původní podoby jako zděný. V roce 1923 jej koupil Jan Samek, zmodernizoval technologii, vodní kolo nahradil turbínou a zvětšil rybník. Podle protokolu z roku 1940 byl mlýn v provozu pravděpodobně i během druhé světové války.
Roku 1965 byl areál vážně poškozen povodní a následně zcela přestavěn.

## Popis
V roce 1927 byla při rozšíření rybníka voda přiváděna na vodní kolo betonovým žlabem vybudovaným v roce 1921, který byl na začátku široký 116 cm a při odtoku vody na kolo 175 cm. Stavidlo mělo šířku 72 cm a výšku 28 cm. K tomu roku měl mlýn jedno kolo na svrchní vodu o průměru 3,55 metru, šířce mezi věnci 1,01 metru, s hloubkou korečků 27 cm a s počtem otáček při zatížení s válcovou stolicí 10 ot/min. Kolo pojalo 1689 l/s, jeho největší výkon byl 6,76 HP a spád 4 metry.